# 輸送艇1号型
輸送艇1号型（ゆそうていいちごうがた、英語: JMSDF LCU-2001 class utility landing crafts）は海上自衛隊の輸送艇の艇級。1987年から1992年にかけて2隻が建造された。

## 概要
沿岸僻地地帯や離島に対する人員・物資を輸送するためのLCU型輸送艇である。海上自衛隊では、小型の輸送艦としてゆら型を有していたが、本型はそれを基に簡易化・小型化を行っている。
本型は最大で、人員200名、物資25トンを搭載できるとされている。ビーチングのために、艦底は平底となっており、離礁用錨が艦尾にある（主錨は艇首左舷にある）。艦の前部が開放式の積載スペースとなっており、ここに車両・物資を搭載する。また、他に兵員70名を搭載できる。
アメリカ陸軍のラニーミード級汎用揚陸艇と全長はほぼ同じであるが、排水量は半分程度である。ラニーミード級では戦車3両を搭載できるのに対し、本型は、ゆら型同様戦車の搭載に対応していない。人員の長距離輸送能力を重視したことによるとされる。
物資の揚陸方法は、海岸に擱座し、艦首のバウランプを下ろして行う。ゆら型では、バウドアとランプの二段階になっていたが、本型では一枚のバウランプのみになっており、艦首形状も平らになっている。
艦の後部には艦橋があり、その下の構造物内に居住区等と機関部がある。武装として、人力操砲のJM61-M 20mm機関砲を艦橋頂部に1基備えている。
2021年から順次、ロービジ（「ロービジビリティ」Low-visibilityの略）塗装へ塗装変更が進んでいる。その内容としては、煙突頂部の汚れを目立たなくするための黒帯の廃止、艦番号及び艦名の灰色化かつ無影化、対空表示（航空機に対し艦番号下2桁を表示するための塗装）の消去。
2022年4月7日、輸送艇1号が除籍。

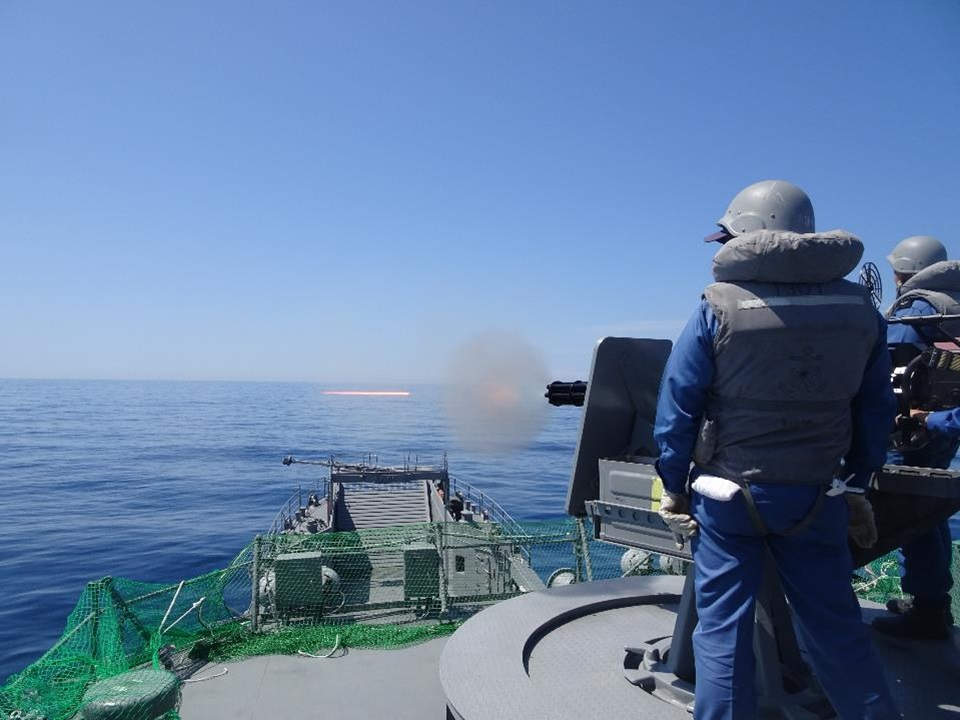
JM61-M 20mm機関砲の射撃訓練
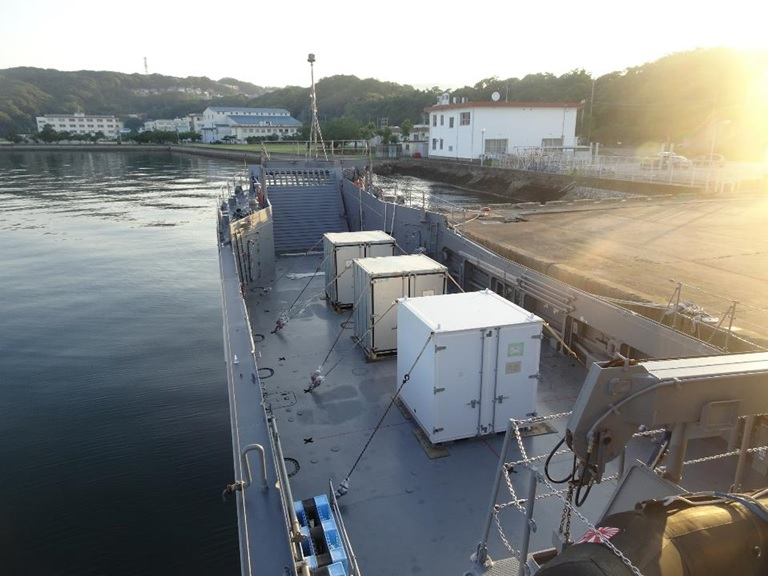
コンテナ輸送
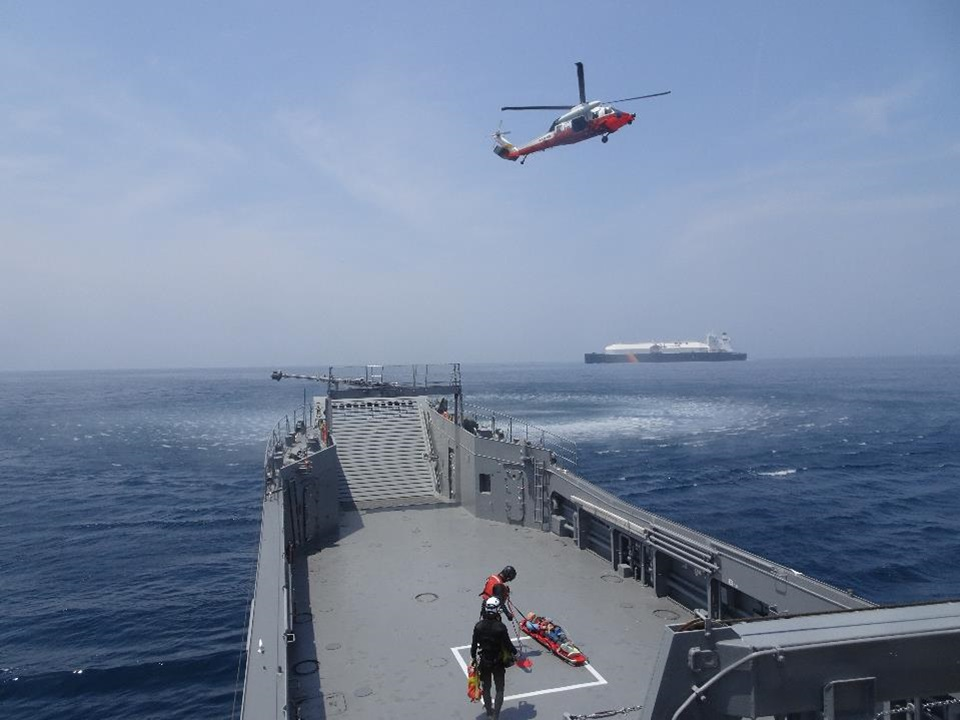
海上自衛隊救難機UH-60Jとの航空救難訓練
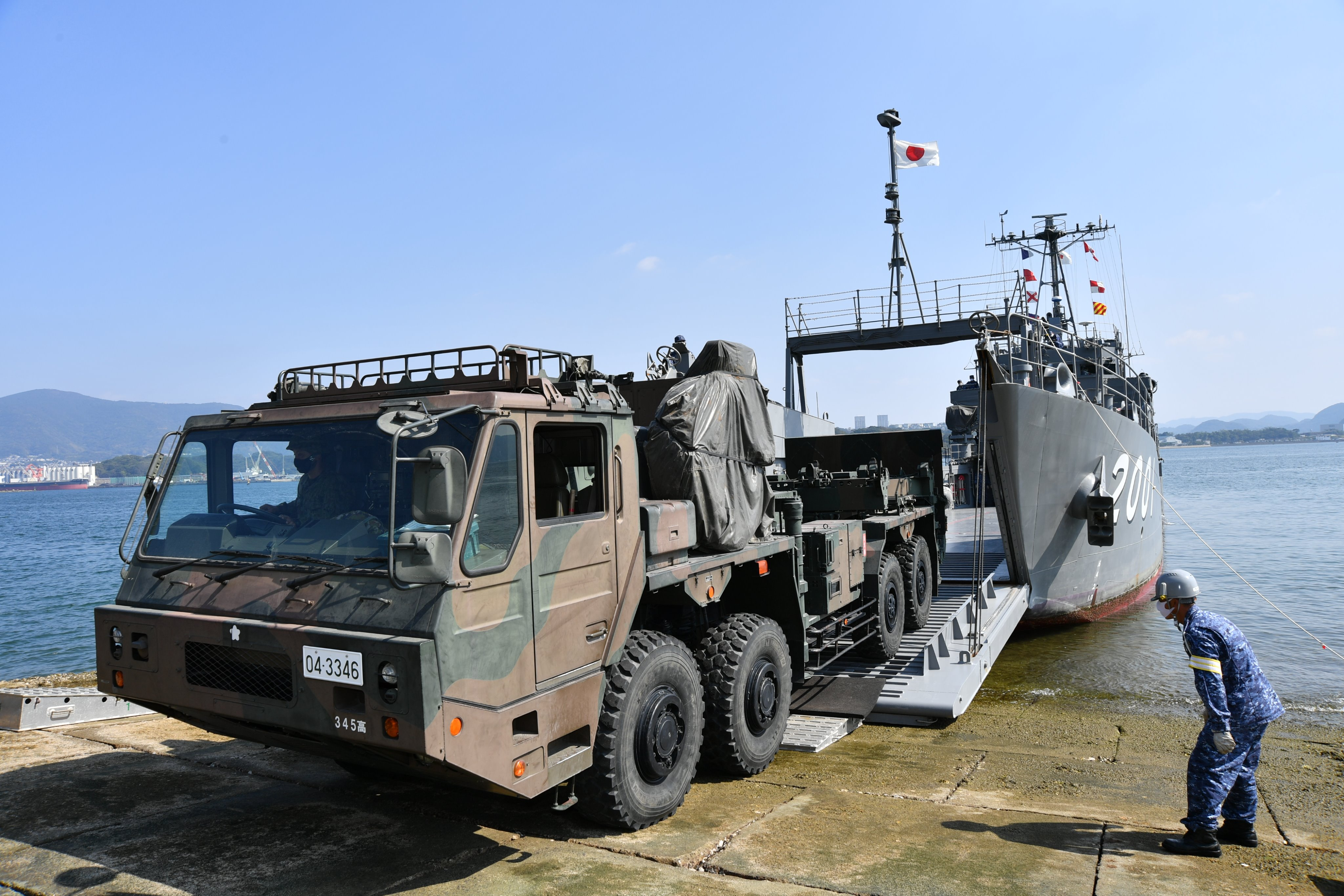
陸上自衛隊03式中距離地対空誘導弾（発射装置車）の揚陸

## 同型艇
| 艇番号   | 艇名      | 造船所       | 起工                        | 進水                        | 竣工                        | 除籍                      | 所属                                              |
| -------- | --------- | ------------ | --------------------------- | --------------------------- | --------------------------- | ------------------------- | ------------------------------------------------- |
| LCU-2001 | 輸送艇1号 | 佐世保重工業 | 1987年 （昭和62年） 5月11日 | 1987年 （昭和62年） 10月9日 | 1988年 （昭和63年） 3月17日 | 2022年 （令和4年） 4月7日 | 最終所属 佐世保地方隊 佐世保警備隊 （佐世保基地） |
| LCU-2002 | 輸送艇2号 | 佐世保重工業 | 1991年 （平成3年） 5月15日  | 1991年 （平成3年） 10月7日  | 1992年 （平成4年） 3月11日  |                           | 横須賀地方隊 横須賀警備隊 （横須賀基地）          |